# Електро пионир (албум)
Електро пионир је четврти студијски албум београдског музичког састава Дарквуд даб, издат 1999. године у издавачкој кући KVS/FreeB92.
После почетних корака на претходном издању Трејнспотинга, албумом Електро пионир Дарквуд Даб настављају са софистицираном применом уплива плесне музике – кроз ритмичке структуре и значајнију улогу електронике, док се истовремено отварају за изражене гудачке и дувачке аранжмане и клавијатуре. У свим овим новитетима задржава се, свакако, карактеристичан звук Дарквуда, базиран на пулсирајућој ритам секцији, интригантним гитарским деоницама и непогрешиво препознатљивом вокално-текстуалном изразу.

## Списак песама
1. Електро пионир
2. Испод реактора
3. Изненадна звона
4. Једног јутра
5. Недалеко одавде
6. Неправда
7. Неправдаб
8. О пустињи
9. Потаман
10. Супернова
11. Табла
12. Запремина тела